# Xenobot
Xenoboti jsou biologické stroje pojmenované po africké drápatce vodní (Xenopus laevis). Jsou to mikroroboti schopní regenerace. Jsou vytvořeni z kožních a srdečních buněk, které pocházejí z kmenových buněk žabích embryí. Xenobot je méně než 1 milimetr široký, dostatečně malý pro možnost cestovat uvnitř lidského těla. 
Vědci z Vermont & Tuffs University (Sam Kriegman, Douglas Blackiston, Michael Levin, Josh Bongard) vytvořili v roce 2020 tento živý stroj, který by jednoho dne mohl bezpečně dodat léky dovnitř lidského těla – a zároveň položit základy pro pochopení tvorby orgánů pro regenerativní medicínu.
Xenoboti dokážou chodit i plavat, přežijí týden bez potravy a dokážou pracovat ve skupině. Dokážou se také vyléčit a pokračovat v práci.

## Aplikace
Xenoboti mohou být potenciálně použiti pro čistění od radioaktivního odpadu, sběr mikroplastů v oceánech, mohli by dodávat léčiva nebo cestovat po lidských tepnách a odstraňovat tukové pláty. Xenoboti dokážou přežít ve vodním prostředí bez přidání dalších živin po několik týdnů a jsou tedy vhodní pro léčbu uvnitř těla.